# Liste der denkmalgeschützten Objekte in Ohlsdorf (Oberösterreich)
Die Liste der denkmalgeschützten Objekte in Ohlsdorf enthält die 6 denkmalgeschützten, unbeweglichen Objekte der Gemeinde Ohlsdorf im oberösterreichischen Bezirk Gmunden.

## Denkmäler
| Foto  |                 | Denkmal                                                                                       | Standort                                 | Beschreibung | Metadaten |
| ----- | --------------- | --------------------------------------------------------------------------------------------- | ---------------------------------------- | --- | --- |
| ja    | Datei hochladen | Kath. Filialkirche hl. Nikolaus HERIS-ID: 52033 Objekt-ID: 58019                              | Aurachkirchen 4 Standort KG: Hafendorf   | Die Nikolauskirche in Aurachkirchen, auch „Römerkirche“ genannt, ist eine der besterhaltenen romanischen Dorfkirchen Österreichs. In ihrer ursprünglichen Form dürfte sie um etwa 1140 entstanden sein. Besonders wertvoll ist auch ihre Innenausstattung. Die sogenannte „Merowinger-Glocke“ ist eine der ältesten im deutschen Sprachraum. | BDA-Hist.: Q38048827 Status: § 2a Stand der BDA-Liste: 2025-06-30 Name: Kath. Filialkirche hl. Nikolaus GstNr.: .157 Römerkirche Aurachkirchen                              |
| ja    | Datei hochladen | Bauer zu Nathal, Thomas Bernhard-Haus samt Inventar HERIS-ID: 81095 Objekt-ID: 94856seit 2021 | Obernathal 2 Standort KG: Nathal         | Das Bernhard-Haus ist eine Kombination aus Vierseit- und Vierkanthof mit Teilen aus dem 14. Jahrhundert, wurde von Thomas Bernhard 1965 erworben und in Folge renoviert und ausgebaut. Er beherbergt jetzt ein Bernhard-Museum. | BDA-Hist.: Q94940247 Status: Bescheid Stand der BDA-Liste: 2025-06-30 Name: Bauer zu Nathal, Thomas Bernhard-Haus samt Inventar GstNr.: .146 Thomas Bernhard Haus, Ohlsdorf |
| ja BW | Datei hochladen | Ölbergkapelle HERIS-ID: 81074 Objekt-ID: 94834                                                | Forsthausstraße 1a Standort KG: Ohlsdorf | | BDA-Hist.: Q38175070 Status: § 2a Stand der BDA-Liste: 2025-06-30 Name: Ölbergkapelle GstNr.: 37/1                                                                          |
| ja    | Datei hochladen | Friedhof christlich HERIS-ID: 81072 Objekt-ID: 94832                                          | Hauptstraße Standort KG: Ohlsdorf        | | BDA-Hist.: Q38175059 Status: § 2a Stand der BDA-Liste: 2025-06-30 Name: Friedhof christlich GstNr.: 1844                                                                    |
| ja    | Datei hochladen | Kath. Pfarrkirche hl. Martin HERIS-ID: 38348 Objekt-ID: 37889                                 | Hauptstraße 18 Standort KG: Ohlsdorf     | Die katholische Pfarrkirche in Ohlsdorf ist dem heiligen Martin geweiht und im spätgotischen Stil erbaut. Mittelpunkt des barocken Hochaltars ist das Altarbild Maria gravida, das die Gottesmutter in schwangerem Zustand zeigt. | BDA-Hist.: Q21857904 Status: Bescheid Stand der BDA-Liste: 2025-06-30 Name: Kath. Pfarrkirche hl. Martin GstNr.: .4 Pfarrkirche hl. Martin, Ohlsdorf                        |
| ja    | Datei hochladen | Pfarrhof, Benefizium HERIS-ID: 82141 Objekt-ID: 95952                                         | Hauptstraße 24 Standort KG: Ohlsdorf     | | BDA-Hist.: Q38177726 Status: § 2a Stand der BDA-Liste: 2025-06-30 Name: Pfarrhof, Benefizium GstNr.: .1/2                                                                   |